# Theodor Schön

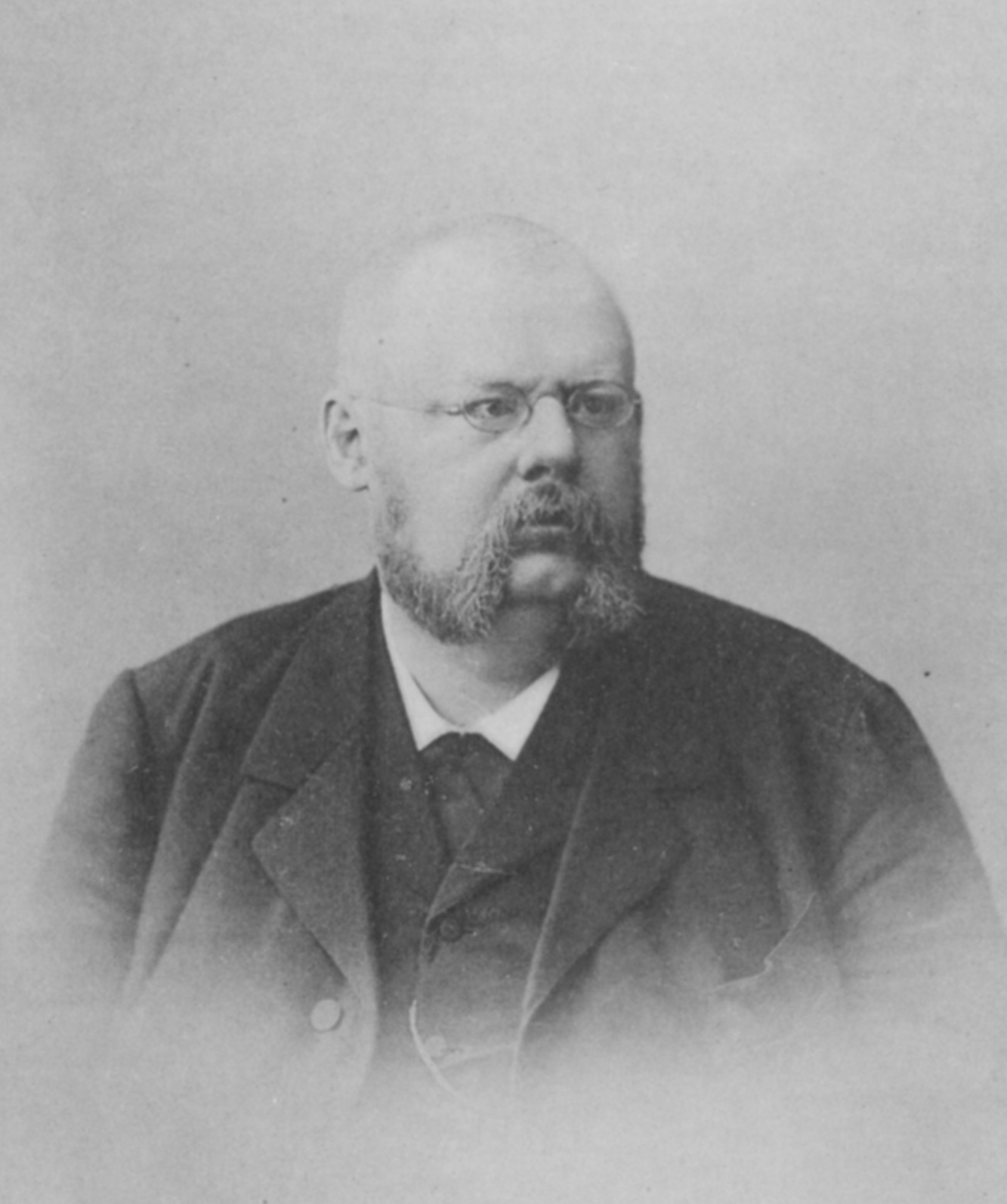
Theodor Schön

Theodor Friedrich Barthold Schön (* 14. April 1855 in Hamburg; † 9. November 1911 in Stuttgart) war ein deutscher Genealoge und Historiker. 

## Leben und Werk
Die Angaben zu Schöns Leben sind teilweise widersprüchlich. Aus einer aus Böhmen nach Hamburg eingewanderten Familie stammend, wurde er als Sohn des Arztes Matthias Schön (1800–1870) und der Dorothea Schön, geb. Lüders (1818–1904) geboren. Wie sein Vater besuchte er in Hamburg zunächst das Johanneum. Kurz nach dessen Tod muss die Familie nach Stuttgart übersiedelt sein, da Schön auf das dortige Gymnasium wechselte, auf dem er 1875 auch sein Abitur machte. Noch im Wintersemester desselben Jahres nahm er ein Jura-Studium in Tübingen auf. Im dortigen Studierendenverzeichnis letztmalig zum Sommersemester 1880 genannt, scheint er die Universität ohne Abschluss verlassen zu haben. Danach wechselte nach Wien, wo er von 1881 bis 1883 außerordentliches Mitglied des Instituts für Österreichische Geschichtsforschung war. In dieser Zeit erstanden erste kleinere genealogische Aufsätze. 1883 schrieb er sich an der Universität München ein, hier in der Philosophischen Fakultät, genauer gesagt, in der Geschichte, und blieb bis zum Wintersemester 1886/87. Sein für die Zeit ungewöhnlich langes Studium beendete er ohne Promotion.
Ende der 1880er Jahre kehrte er nach Stuttgart zurück, wo er sich seitdem als Privatgelehrter vor allem genealogischen Arbeiten zuwandte. Sein Schwerpunkt lag dabei insbesondere auf Adelsfamilien des süddeutschen Raumes, doch zeugen seine Veröffentlichungen von sehr viel weiter gespannten Interessen. Hervorzuheben wären hier etwa seine Untersuchungen zum Glockenguss, zur Geschichte Reutlingens oder zur Medizingeschichte. Einen weiteren Schwerpunkt bildete die Geschichte und Genealogie des Fürstenhauses Schönburg, über die er – als Auftragsarbeit – ein insgesamt neunbändiges Werk verfasste und darüber hinaus zahlreiche Aufsätze publizierte.
Von seinem immensen Arbeitspensum zeugen neben den Monographien die vielen, oft kleineren Artikel unter anderem in Der Deutsche Herold, den Reutlinger Geschichtsblättern, dem Archiv für christliche Kunst, den Blättern für württembergische Kirchengeschichte, dem Diözesan-Archiv von Schwaben, dem Medicinischen Correspondenzblatt des Württembergischen Ärztlichen Landesvereins, den Mitteilungen des Vereins für Geschichte und Altertumskunde in Hohenzollern und den Schönburger Geschichtsblättern. Daneben verfasste er rund fünfzig biographische Artikel für die Allgemeine Deutsche Biographie und die Reihe der Schwäbischen Biographien. Für die Württembergischen Vierteljahrshefte für Landesgeschichte übernahm er ab 1897 die Bibliographie der landesgeschichtlichen Literatur.
Nach langer Diabetes-Erkrankung starb der unverheiratet gebliebene 56-Jährige an seinem Wohnort Stuttgart. Als „Geschichtsschreiber der deutschen Adelsgeschlechter“ bezeichnete ihn der Nachruf im Stuttgarter Neuen Tagblatt.
Schöns umfangreicher wissenschaftlicher Nachlass, insbesondere seine Materialsammlung, befindet sich heute in der Württembergischen Landesbibliothek.

## „Geadelte jüdische Familien“
Bis heute steht Theodor Schön im Verdacht, auch Verfasser des anonym veröffentlichten, antisemitischen Buches „Geadelte jüdische Familien“ gewesen zu sein, eines Vorläufers des späteren Semi-Gotha. Die Zusammenstellung erschien zwischen Dezember 1888 und Februar 1889 zunächst in regelmäßiger Folge in der völkischen Wochenzeitschrift Der Kyffhäuser, danach als Sonderdruck und eigenständige Publikation. Der Historiker Kai Drewes wies jedoch darauf hin, dass im Verzeichnis das in der österreichischen Mundart gebräuchliche „Jänner“ verwendet wird. Er vermutete daher als tatsächlichen Autor den deutschnationalen Politiker Julius Sylvester, einen Anhänger Georg von Schönerers und Obmann des Salzburger Kyffhäuserverbandes. Sylvester war bereits früher als Verfasser genannt worden. Die noch in der ursprünglichen Artikelfolge und der ersten Auflage angegebene Literatur lässt allerdings genealogische Fachkenntnisse vermuten, und es ist natürlich nicht auszuschließen, dass sich der Autor einer in Österreich gedruckten Schrift dem dort üblichen Sprachgebrauch angepasst hat.

## Auszeichnungen
- 1907: Verleihung von Titel und Rang eines Hofrates.[18]

## Schriften (Auswahl)
- Die Waldenburg. In: Schönburgische Geschichtsblätter. 3. Jahrgang (1896/97), Waldenburg in Sachsen, Druck und Verlag E. Kästner. (sächsisches Uradelsgeschlecht Herren von Waldenburg)
- Die Staatsgefangenen von Hohenasperg. Gundert, Stuttgart 1899.
- Geschichte des fürstlichen und gräflichen Gesammthauses Schönburg. Urkundenbuch der Herren von Schönburg, Band 1–8 und Nachträge. Kästner, Waldenburg 1901–1908, 1910 (digital.slub-dresden.de, thüringisch-sächsisches Uradelsgeschlecht Schönburg)
- Bibliographie der württembergischen Geschichte. Band 3 und 4, Teil 1 (bearb. von Wilhelm Heyd, fortges. von Theodor Schön), Kohlhammer, Stuttgart 1907–1908.
- Geschichte der Familie Duvernoy. Wittwer, Stuttgart 1909. (zur württembergischen Adelsfamilie von Duvernoy)
- Geschichte der Familie von Ow. Kastner & Callwey, München 1910. (schwäbisches Adelsgeschlecht  von Ow)
- Otto von Alberti: Württembergisches Adels- und Wappenbuch. 2. Band: N–Z (fortgesetzt von Friedrich v. Gaisberg-Schöckingen, Theodor Schön und Adolf Stattmann). Kohlhammer, Stuttgart 1916 urn:nbn:de:0128-1-91136.